# La misteriosa accademia per giovani geni - L'isola senza nome
La misteriosa accademia per giovani geni - L'isola senza nome è il secondo romanzo della trilogia scritta da Trenton Lee Stewart nel 2008.

## Trama
Il signor Benedict ha deciso di riunire di nuovo il quartetto di ragazzini che avevano portato a termine la missione all'Accademia per Giovani Geni. Così Spillo, Reynie, Kate e Constance si sentono di nuovo sfidati dall'amabile, vecchio signore narcolettico che aveva fatto di loro una squadra imbattibile, e questa volta sono invitati a lanciarsi in un viaggio organizzato apposta per loro. Ma proprio durante i preparativi, il signor Benedict cade in una trappola del suo gemello malvagio, il signor Curtain. I quattro amici hanno una settimana per ritrovarlo e tutte le loro capacità saranno indispensabili per salvarlo.

## Edizioni
- Trenton Lee Stewart, L'isola senza nome. La misteriosa accademia per i giovani geni, traduzione di L. Baldinucci, Arnoldo Mondadori Editore, 2008,  p. 432, ISBN 88-04-57932-3.